# لین رنه
لین رنه (انگلیسی: Lyne Renée; ۱۷ مهٔ ۱۹۷۹ – ) هنرپیشه‌ای اهل بلژیک است.
از فیلم‌ها یا برنامه‌های تلویزیونی که وی در آنها نقش داشته‌است می‌توان به شکافته، داستان‌های مایروویتز، حمله متقابل (مجموعه تلویزیونی)، خانم وزیر (مجموعه تلویزیونی)، در انتهای راهپیمایی، ماجرای هسن و بانشی اشاره کرد.